# Teatro Agora
Il teatro Agora o Agora theater è un teatro e auditorium situato nel centro di Lelystad ed è stato progettato da Ben van Berkel (UNStudio). La costruzione è stata realizzata da Pieters Bouwtechniek.

## Storia
In precedenza, esisteva già un teatro con lo stesso nome nella stessa posizione. Tuttavia, questo risultato non soddisfaceva più i requisiti attuali di sicurezza e le autorità municipali dovevano ristrutturalo o erigere nuova costruzione, optando per la seconda opzione. L'edificio è costato 20 milioni di euro.

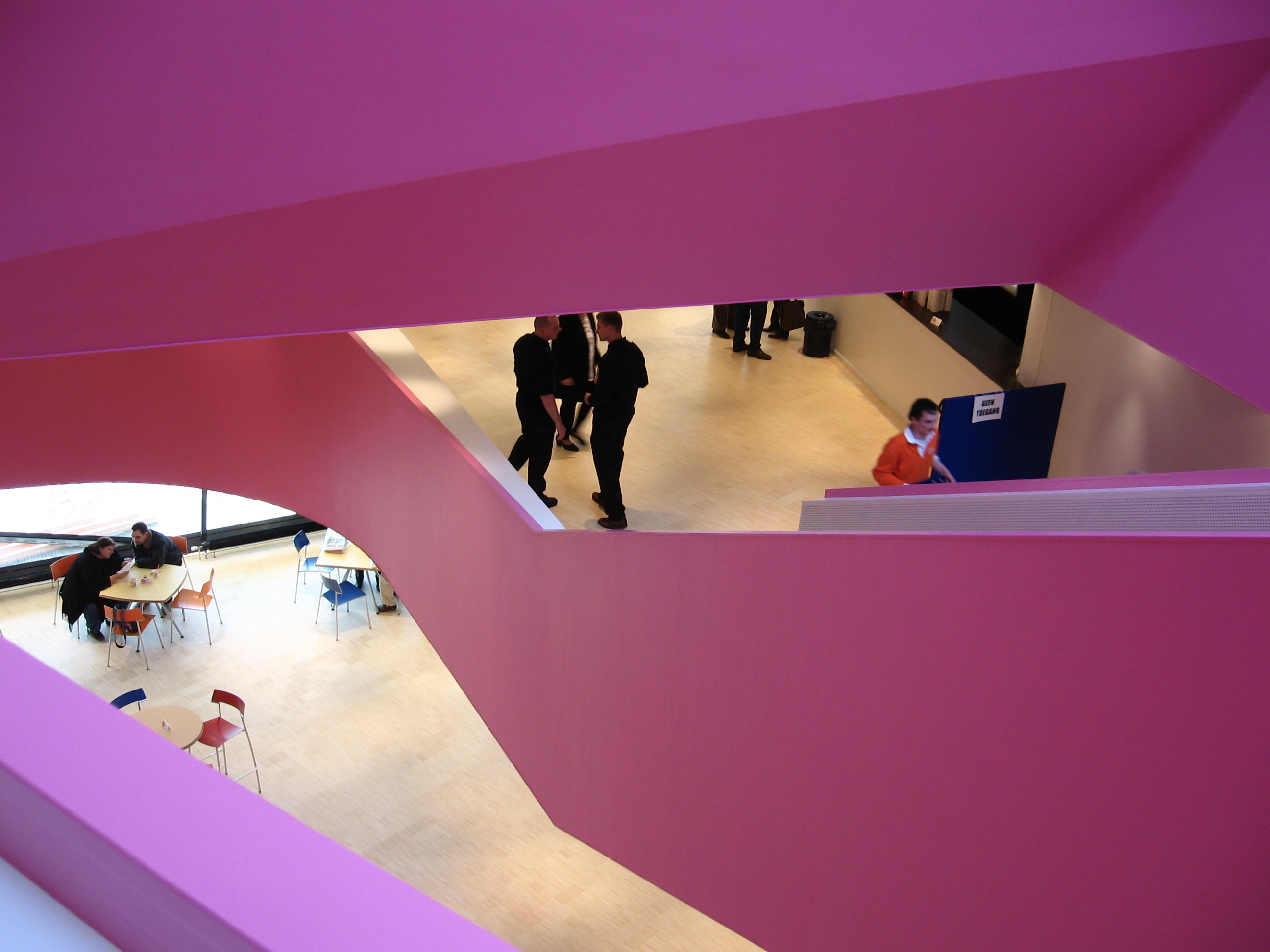
Interno

Ben van Berkel si è ispirato ai cieli in continuo cambiamento sopra Lelystad. Sia all'interno che all'esterno ci sono riferimenti a questi cieli. L'esterno è arancione brillante, mentre i foyer sono una combinazione di bianco e rosa. Il grande auditorium del teatro è di colore rosso, mentre il piccolo auditorium mostra un colore blu scuro.